# Walter Kempowski
Walter Kempowski (ur. 29 kwietnia 1929 w Rostocku, zm. 5 października 2007 w Rotenburgu) – niemiecki pisarz, autor ponad 30 książek. 
Urodził się jako syn armatora, Karla Georga Kempowskiego i Margareth Kempowski, pochodzącej z rodziny kupieckiej. 
W 1944 młody Kempowski został powołany do karnej jednostki Hitlerjugend, a następnie przeniesiony do służby kurierskiej w Luftwaffe. Po zakończeniu działań wojennych wyjechał do Niemiec zachodnich. Aresztowany w 1948 przez NKWD pod zarzutem szpiegostwa, po przyjeździe do rodzinnego Rostocku, został skazany na 25 lat obozu pracy. Przez osiem lat był więźniem niezwykle ciężkiego zakładu karnego w Budziszynie. Zwolniony przedterminowo w 1956, wyjechał na zachód, gdzie swoje przeżycia opisał w książce Na bloku. Raport z więzienia. W Getyndze zdał egzamin maturalny i rozpoczął pracę nauczyciela w Nartum (miejscowość między Hamburgiem a Bremą). W 1975 sfilmowano jego autobiograficzną powieść, pt. Tadellöser und Wolf, opisującą dojrzewanie autora w dobie rządów NSDAP i okresu II wojny światowej. 